# Interstate 16
Pour les articles homonymes, voir I16 et Route 16.
L'Interstate 16 (I-16), ou Jim Gillis Historic Savannah Parkway, est une autoroute inter-États située dans l'État de Géorgie, aux États-Unis. Elle part de l'Interstate 75 à Macon et se termine à Savannah, à la sortie du Martin Luther King Boulevard. Elle passe également à proximité des communautés de Dublin, Metter et Pooler.
Le segment le plus à l'ouest à Macon fait partie de la Fall Line Freeway qui relie Columbus et Augusta. Ce segment pourrait également être incorporé dans l'extension vers l'est de l'I-14, laquelle est présentement en totalité dans le centre du Texas, mais qui pourrait être prolongée jusqu'à Augusta.
L'I-16 fait partie du National Highway System, un système de routes considérées comme essentielles pour l'économie, la mobilité et la défense du pays.

## Description du tracé

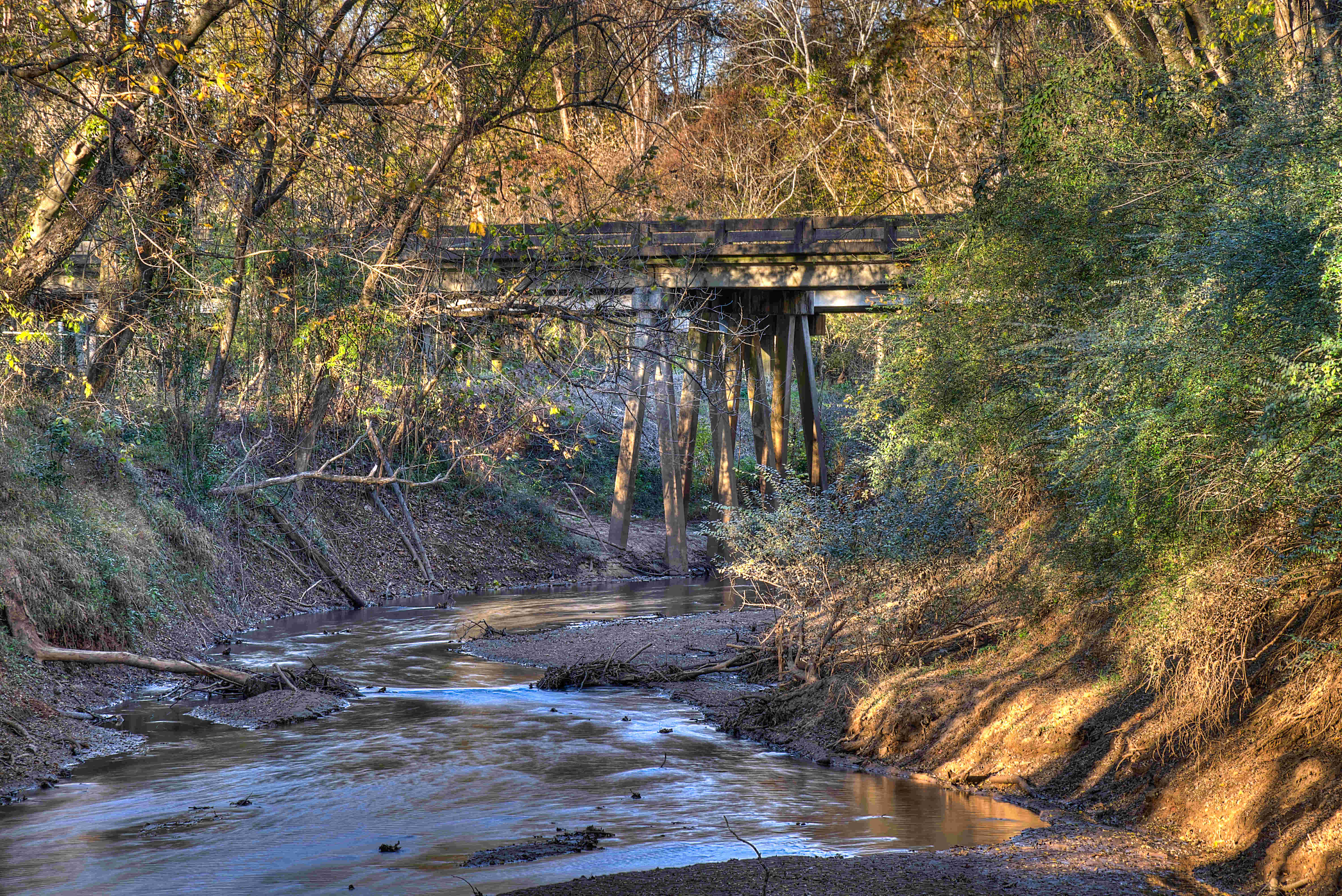
I-16 dans le Ocmulgee Mounds National Historical Park

Le terminus Ouest de l'Interstate 16 est l'échangeur I-16/I-75, à 2 miles au nord-ouest du centre-ville de Macon. Elle contourne ensuite le centre-ville de Macon par le nord (sorties 1A, 1B, 1C, 2). Elle traverse ensuite pendant près de 150 miles la forêt du Sud-Est de la Géorgie en ne traversant aucune ville et ayant une trajectoire est-sud-est et ayant une limite de vitesse de 70mph (113 km/h). Au mile 157, elle croise l'Interstate 95, l'autoroute inter-états la plus à l'est des États-Unis. Elle entre ensuite dans la ville de Savannah et possède une autoroute de contournement de Savannah, l'Interstate 516. Le terminus est de l'autoroute est situé sur le Martin Luther King Junior boulevard dans le centre-ville de Savannah, après avoir parcouru 166 miles en Géorgie.
Elle traverse le fleuve Ocmulgee et croise la US 23 / US 129 / SR 49 (Spring Street/North Avenue). L'I-16 traverse ensuite le Ocmulgee Mounds National Historical Park mais sans y avoir d'accès direct. Après avoir traversé la Walnut Creek, elle passe au-dessus de voies ferrées. Elle quitte ensuite Macon pour entrer dans le comté de Twiggs.
L'I-16 croise plusieurs routes d'état sur son parcours. Les villes importantes qui sont croisées sont Allentown, Montrose, Dudley, Dublin et Rockledge. Après avoir croisé cette ville, elle poursuit son chemin vers l'est pour traverser Mercer Creek, puis, entre dans le comté de Treutlen.
Elle entre ensuite dans les limites d'Oak Park. Elle suit sur quelques kilomètres la SR 46.
Après avoir traversé plusieurs localités rurales de Géorgie, l'I-16 arrive dans les limites des villes de banlieue de Savannah. C'est là qu'elle croise l'I-95. Elle passe au-dessus du Hardin Canal. C'est après avoir traversé le canal que l'I-16 entre dans les limites de Savannah, la dernière ville de son parcours.
Dans la ville, elle croise plusieurs voies d'accès importantes. Après avoir croisé le Martin Luther King Jr. Boulevard, l'autoroute se dirige vers son terminus est, à la jonction avec la Montgomery Street dans le centre-ville de Savannah.

### Divers
L'I-16 sert comme autoroute d'évacuation en cas d'ouragan pour la ville de Savannah et d'autres localités côtières. En cas d'urgence, il est possible de bloquer l'accès en direction est pour que toutes les voies de l'autoroutes soient utilisées pour évacuer les habitants de la côte, vers l'ouest.

## Liste des sorties
| Interstate 16                                     |              |        |        |                | | |
| Comté                                             | Municipalité | mi     | km     | Sortie         | Intersections / Destinations | Notes                                                                                                   |
| Bibb                                              | Macon        | 0,00   | 0,00   | 0              | I-75 / SR 540 (en) ouest (Fall Line Freeway) – Atlanta, Valdosta, Columbus                                                      | Terminus ouest du multiplex avec SR 540; terminus ouest; sortie 165 de l'I-75                           |
| Bibb                                              | Macon        | 0,70   | 1,10   | 1A             | US 23 / US 129 / SR 49 (en) (Spring Street) – Milledgeville                                                                     | Pas de sortie en direction ouest ni d'entrée en direction est depuis Spring Street en direction sud     |
| Bibb                                              | Macon        | 1,10   | 1,80   | 1A             | SR 22 (en) (Second Street Nord) vers US 129 (Gray Highway) / SR 49 (en) (Spring Street) / US 23 (Emery Highway) – Milledgeville | Ancienne sortie vers 2nd Street en direction nord seulement; remplacée par les rampes de Coliseum Drive |
| Bibb                                              | Macon        | 1,00   | 1,60   | 1B             | SR 22 (en) (Second Street) vers US 129 / SR 49 (en) – Macon                                                                     | Sortie en direction ouest seulement                                                                     |
| Bibb                                              | Macon        | 1,30   | 2,10   | 2              | US 80 / SR 87 (en) (Coliseum Drive / Martin Luther King Jr. Boulevard) / SR 540 (en) est (Fall Line Freeway)                    | Terminus est du multiplex avec SR 540                                                                   |
| Bibb                                              |              | 5,40   | 8,70   | 6              | US 23 / US 129 (Ocmulgee East Boulevard / Golden Isles Highway / SR 87 (en))                                                    | |
| Twiggs                                            |              | 11,30  | 18,20  | 12             | Sgoda Road – Huber | |
| Twiggs                                            |              | 17,40  | 28,00  | 18             | Bullard Road – Jeffersonville                                                                                                   | |
| Twiggs                                            |              | 23,10  | 37,20  | 24             | SR 96 – Jeffersonville, Tarversville                                                                                            | |
| Twiggs                                            |              | 26,80  | 43,10  | 27             | SR 358 (en) – Danville | |
| Bleckley                                          |              | 31,60  | 50,90  | 32             | SR 112 (en) – Allentown, Montrose                                                                                               | |
| Laurens                                           |              | 38,40  | 61,80  | 39             | SR 26 (en) – Cochran, Montrose                                                                                                  | |
| Laurens                                           | Dudley       | 40,90  | 65,80  | 42             | SR 338 (en) – Dexter, Dudley | |
| Laurens                                           |              | 44,50  | 71,60  | Aire de repos  | Aire de repos | Aire de repos                                                                                           |
| Laurens                                           |              | 47,70  | 76,80  | 49             | SR 338 (en) – Dublin, Dexter | |
| Laurens                                           |              | 50,30  | 81,00  | 51             | US 319 / US 441 (SR 31 (en)) – Dublin, McRae                                                                                    | |
| Laurens                                           |              | 52,60  | 84,70  | 54             | SR 19 (en) – East Dublin, Dublin                                                                                                | |
| Laurens                                           |              | 57,40  | 92,40  | 58             | SR 199 (en) (Old River Road) – Lothair, East Dublin                                                                             | |
| Treutlen                                          |              | 65,90  | 106,10 | 67             | SR 29 (en) – Vidalia, Soperton                                                                                                  | |
| Treutlen                                          |              | 70,10  | 112,80 | 71             | SR 15 (en) / SR 78 (en) – Soperton, Adrian                                                                                      | |
| Treutlen                                          |              | 76,50  | 123,10 | 78             | US 221 / SR 56 (en) – Swainsboro, Soperton                                                                                      | |
| Limite Treutlen–Emanuel                           |              | 83,00  | 133,60 | 84             | SR 297 (en) – Vidalia | |
| Emanuel                                           | Oak Park     | 88,10  | 141,80 | 90             | US 1 / SR 4 (en) / SR 46 (en) – Swainsboro, Lyons                                                                               | |
| Candler                                           |              | 96,70  | 155,60 | 98             | SR 57 (en) – Reidsville, Swainsboro, Stillmore                                                                                  | |
| Candler                                           | Metter       | 102,50 | 165,00 | 104            | SR 23 (en) / SR 121 (en) – Metter, Reidsville                                                                                   | |
| Candler                                           |              | 109,70 | 176,50 | 111            | Pulaski–Excelsior Road | |
| Bulloch                                           |              | 114,90 | 184,90 | 116            | US 25 / US 301 – Statesboro, Claxton                                                                                            | |
| Bulloch                                           |              | 125,00 | 201,20 | 127            | SR 67 (en) – Pembroke, Fort Stuart, Statesboro                                                                                  | |
| Bulloch                                           |              | 130,20 | 209,50 | 132            | Ash Branch Church Road | |
| Bulloch                                           |              | 134,90 | 217,10 | 137            | SR 119 (en) – Springfield, Pembroke, Fort Stuart                                                                                | |
| Bryan                                             | Ellabell     | 140,20 | 225,60 | 143            | US 280 vers US 80 – Pembroke | |
| Bryan                                             | Ellabell     | 141,50 | 227,70 | Poste de pesée | Poste de pesée | Poste de pesée                                                                                          |
| Effingham                                         |              | 145,70 | 234,50 | 148            | Old River Road | |
| Chatham                                           | Bloomingdale | 149,60 | 240,80 | 152            | SR 17 Spur (en) nord (Bloomingdale Road North) / Little Neck Road South – Bloomingdale                                          | |
| Chatham                                           | Pooler       | 151,90 | 244,50 | 155            | Aéroport international de Savannah/Hilton Head, Pooler                                                                          | |
| Chatham                                           | Pooler       | 154,10 | 248,00 | 157            | I-95 – Brunswick, Jacksonville, Florence, Aéroport international de Savannah/Hilton Head                                        | Indiqué sortie 157A (sud) et 157B (nord); sortie 99A-B de l'I-95                                        |
| Chatham                                           | Garden City  | 156,70 | 252,20 | 160            | SR 307 (en) (Dean Forest Road)                                                                                                  | |
| Chatham                                           | Savannah     | 158,90 | 255,70 | 162            | Chatham Parkway | |
| Chatham                                           | Savannah     | 160,30 | 258,00 | 164A           | I-516 est / US 17 sud / US 80 est / SR 21 (en) sud (W.F. Lynes Parkway)                                                         | Terminus ouest du multiplex avec US 17; sortie 5 de l'I-516                                             |
| Chatham                                           | Savannah     | 160,50 | 258,30 | 164B           | I-516 ouest / US 80 ouest / SR 21 (en) nord / SR 25 (en) nord (W.F. Lynes Parkway) – Garden City                                | Sortie 5 de l'I-516                                                                                     |
| Chatham                                           | Savannah     | 161,60 | 260,10 | 165            | West 37th Street / Abercorn Street                                                                                              | Sortie direction est, entrée direction ouest                                                            |
| Chatham                                           | Savannah     | 161,90 | 260,60 | 166            | US 17 nord / SR 404 Spur (en) est / Gwinnett Street / Louisville Road – Charleston                                              | Terminus est du multiplex avec US 17; sortie direction est, entrée direction ouest                      |
| Chatham                                           | Savannah     | 162,30 | 261,20 | 167A           | M. L. King Jr. Boulevard / Gaston Street                                                                                        | Sortie direction est, entrée direction ouest                                                            |
| Chatham                                           | Savannah     | 162,50 | 261,50 | 167B           | Montgomery Street – Savannah Civic Center, Centre-ville de Savannah                                                             | Terminus est; sortie direction est, entrée direction ouest                                              |
| - Terminus de multiplex - Accès incomplet - Fermé |              |        |        |                | | |

## Autoroutes liées
- Interstate 516